# Championnat de Mauritanie féminin de football
Le championnat de Mauritanie féminin de football est une compétition de football féminin créée en 2017 réunissant les meilleurs clubs mauritaniens.

## Histoire
Le football féminin de club apparaît en 2007 avec un tournoi national remporté par l'École feu Mini, un championnat national est organisé pour la première fois en 2017.

## Palmarès
Les champions de Mauritanie sont :
- 2017 : FC El Mina
- 2017-2018 : FC El Mina
- 2019 : FC Camara